# Paul Meister
Paul Meister (født 20. januar 1926, død 2018) var en schweizisk fægter, der deltog i de olympiske lege 1952 i Helsingfors.
Meister vandt en bronzemedalje i fægtning under Sommer-OL 1952 i Helsingfors. Han var med på det schweiziske hold som kom på en tredjeplads i holdkonkurrencen i kårde efter Italien og Sverige. De andre på holdet var Mario Valota, Willy Fitting, Oswald Zappelli, Otto Rüfenacht og Paul Barth.